# Predict (группа)
«Predict» (МФА [prɪ'dɪkt], рус. предсказывать, прогнозировать) — альтернативная рок-группа, образованная в 2004 году в городе Рига (Латвия).
Группа на данный момент состоит из трёх участников: Евгения Миронова (вокал, гитара), Андрея Гусева (бас-гитара) и Виктора Веселова (ударные).

## История
«Predict» появились на свет 29 апреля 2004 года.

### 2004—2005
Первая же увидевшая свет песня «Эхо» попала в ротацию на латвийском радио «Домская площадь 107.7 FM», сами музыканты ездили с концертами по латвийским городам, играли на разогреве у шведской команды «The Sunshine», принимали участие в программе «Знай наших» на радио «MixFM», давали интервью журналу «ЖЗЛ» и газете «Телеграф», записывали демопесни, экспериментировали со звучанием.

### 2006—2009
«Predict» успели сменить басиста (в группу пришёл Евгений Вейнберг, с которым ещё в 1998 году Евгений Миронов начинал совместное творчество под названием «Эхо сна», когда, собираясь вечерами, ребята записывали песни на четырёхдорожечной программе), получить денежный приз на запись в организованном «Coca-Cola» и «MTV» конкурсе « Soundwave» и выступить на значимом латвийском фестивале «Tu esi pamanīts!» (лат. Ты замечен!) — «Predict» выиграли в номинации «Лучшая аранжировка народной песни: Kur tu teci, gailīti mans?» (лат. Где ты бегаешь, мой петушок?).
В обновлённом составе «Predict» запустили официальный сайт www.predict.lv и расширили свои горизонты, сыграв первый концерт за пределами Латвии — в Литве, в вильнюсском клубе «Pramogu Bankas». «Predict» представляли Латвию на международной акции «Молодежь против террора 2007», где играли с такими командами как: «Биплан» (Литва), «Центр Стаса Намина» (Россия, Москва), «Smash Nail Sister» (Эстония) и др.

### 2010—2011
Видеозапись барабанного соло Виктора Веселова под дождём прошло в «The Exhibition Room», открытой на сайте группы «Coldplay».
«Predict» попали в финал конкурса «Stage Number One», одним из членов жюри которого был Айгарс Кресла (легендарный музыкант, участник группы «Jumprava») и в финале получили диплом за профессионализм и способность привлекать к себе пристальное внимание аудитории, а также приз — участие в одном из значимых музыкальных фестивалей Латвии — «Bildes», проходящем в Латвийском Доме Конгрессов, где «Predict» выступали вместе с Марой Упмане-Холштейне из популярной латвийской группы «Astro’n’Out». В ропажском фестивале «Zapte 2010» «Predict» победили в номинациях «Labākāis ģitarists» (лат. лучший гитарист) и «Labākāis bundzinieks» (лат. лучший барабанщик), а их песня «Лётчики» находилась в ТОР 20 «MixFM» на протяжении 3-х недель, поднявшись до 11 места. В конце года группа была отмечена на сайте российского психолога Сергея Антоновича Кравченко.
В начале 2011 года «Predict» выпустили дебютный клип на песню «Лётчики», снятый при участии авиационной группы высшего пилотажа «Baltic Bees», видео попало в «ИМХОчарт» канала «Муз ТВ».
После выпуска клипа группа сделала небольшой перерыв в концертной деятельности и дала несколько интервью: елгавской газете «Новая газета», на радио «MixFM» и на радио «SWH Plus».
Осенью группа посетила Москву, чтобы сыграть несколько концертов в столичных клубах и выступить живьём на телеканале «Дождь» в программе «LIVE-SHOW. Живая музыка», куда их пригласил Михаил Козырев.
17 декабря этого года «Predict» выпустили первый альбом под названием «Pulsar».

### 2012-
В начале года группа выпустила новое музыкальное видео на песню «Греть». Накануне презентации клипа у «Predict» взяли интервью радиостанция «Домская площадь 107.7 FM» в рамках программы «Музыкант недели», радио «Naba 96.2 FM» и информационный портал «TVNET».
|  |  |  |

## Дискография

### «Pulsar»
01. Давай (4:12)

02. 11 минут (3:40)

03. Все на землю (3:04)

04. Одеколон (3:15)

05. Корабли Автодорог (2:53)

06. Мона Лиза (3:13)

07. Околоземные Орбиты (4:24)

08. Не вернётся (2:59)

09. Греть (3:55)

10. Знаешь (3:02)
Bonus Tracks

11. Лётчики (3:00)

12. Летом (3:19)

13. Без тебя (4:05)

14. Мне хочется плакать (5:10)

## Видеоклипы

### «Лётчики»
Презентация дебютного клипа, съёмки которого проводились более, чем в десяти локациях Риги, успешно прошла 4 марта 2011 года.

### «Греть»
Второй клип группы вышел 14 января 2012 года.

## Интересные факты
- Изначально группа должна была называться «Prädikat» — за это слово Евгений Миронов зацепился на лекции по немецкому языку. Остальные участники группы в срочном телефонном разговоре неверно расслышали это немецкое слово, так группа стала называться «Predict».
- За 7 лет существования фестиваля «Tu esi pamanīts!» «Predict» были первой русскоязычной группой, которая принимала в нём участие.

## Музыкальный стиль
«Predict» экспериментирует, внося в рок-музыку классическое звучание и элементы электроники. В последние годы музыка группы стала более тяжёлой.

## Награды
«Soundwave 2005» — за оригинальность.

«Soundwave 2006» — денежный приз на запись песни.

«Tu esi pamanīts 2006» — победа в номинации "Лучшая аранжировка латышской народной песни «Kur tu teci, gailīti mans?».

«Perevorot 2006» — первое место.

«Flashlights 2007» — второе место.

«Stage Number One 2010» — призовое место за профессионализм и способность привлекать к себе пристальное внимание аудитории.

«Zapte 2010» — победа в номинациях «Лучший гитарист» и «Лучший барабанщик».